# Cantó de La Bastia Nòva
El cantó de La Bastia Nòva és un cantó francès del departament dels Alts Alps, situat al districte de Gap. Té 8 municipis i el cap és La Bastia Nòva.

## Municipis
- Avançon
- La Bastia Nòva
- La Bastia Vielha
- Montgardin
- Rambaud
- La Rocheta
- Sant Estiene-lo-Laus
- Vauserres

## Història
| Data d'elecció                           | Identitat         | Partit               | Qualitat |
| ---------------------------------------- | ----------------- | -------------------- | -------- |
| 1945-1985                                | Jean Aubin        | MRP, després UDF-CDS |          |
| 1985-1998                                | Jean-Marie Achard | UDF-FD               |          |
| 1998-                                    | Joël Bonnaffoux   | PS                   |          |
| les dades anteriors no són pas conegudes |                   |                      |          |
|                                          |                   |                      |          |

| 1962  | 1968  | 1975  | 1982  | 1990  | 1999  | 2007  |
| ----- | ----- | ----- | ----- | ----- | ----- | ----- |
| 1.809 | 1.879 | 1.949 | 2.449 | 3.150 | 3.704 | 4.265 |